# Siroco (album)
Siroco – jedenasty album studyjny w dyskografii andaluzyjskiego gitarzysty flamenco Paco de Lucii. Płyta jest uznawana za najlepszą w dorobku artysty, a także za jedną z najznakomitszych pozycji wszech czasów, prezentujących muzykę flamenco. Tytuł płyty nawiązuje do śródziemnomorskiego wiatru, wiejącego znad Sahary. 

## Lista utworów
Wszystkie kompozycje autorstwa Paco de Lucii
| 1. | "La Cañada"              | 5:15  |
|    |                          |       |
| 2. | "Mi Niño Curro"          | 3:28  |
|    |                          |       |
| 3. | "La Barrosa"             | 4:36  |
|    |                          |       |
| 4. | "Caña de Azúcar"         | 4:19  |
|    |                          |       |
| 5. | "El Pañuelo"             | 5:27  |
|    |                          |       |
| 6. | "Callejón del Muro"      | 3:55  |
|    |                          |       |
| 7. | "Casilda"                | 3:45  |
|    |                          |       |
| 8. | "Gloria al Niño Ricardo" | 5:07  |
|    |                          |       |
|    |                          | 35:52 |
|    |                          |       |

## Personel
Skład
- Paco de Lucía – gitara; produkcja, koncepcja okładki
- Rubem Dantas – cajón, gitara
- Pepe de Lucía	– klaśnięcia talegón
- Juan Rainrez – tancerz
- Jose Maria Bandera – druga gitara w utworze "Caña de Azúcar"
- Ramón de Algeciras – druga gitara w utworze "Casilda"
- Erwin Musper – inżynier dźwięku
- Bart Sloothaak – kierownik studia
- Manuel Nieto – fotografie
- Barrie Marshall – okładka
- Artful Dodgers – szata graficzna